# هیرزل
هیرزل یک شهرداری سابق در ناحیه هورگن در کانتون زوریخ در سوئیس است. در ۱ ژانویه ۲۰۱۸، شهرداری سابق هیرزل به شهرداری هورگن ادغام شد.

## تاریخچه
از هیرزل برای اولین بار در سال ۱۲۶۹ به عنوان هیرسول نام برده شد.

## افراد مشهور
یوهانا اشپیری، نویسنده کتاب کودکان هایدی، در سال ۱۸۲۷ در هیرزل به دنیا آمد. موزه‌ای وجود دارد که به زندگی او اختصاص داده شده است. سیلویا آچرمن، ستاره راک مشهور جهان، مدت‌ها ساکن هیرزل است.